# Parlamentswahl in Åland 1991
- SOC: 4
- C: 10
- LIB: 7
- FS: 6
- ObS: 3

Die Parlamentswahl in Åland 1991 fand am 20. Oktober 1991 statt.
Die Liberalen schieden nach den Wahlen aus der Regierung mit dem Zentrum und der Freisinnigen Zusammenarbeit aus. Die Sozialdemokraten wurden dafür neu in die Regierung mit aufgenommen, womit sich ein Mitte-links-Bündnis bildete.

## Wahlsystem
Die Wahl der 30 Mitglieder des Lagting erfolgte durch Verhältniswahlrecht, wobei die Sitze nach den D’Hondt-Verfahren ermittelt wurden.

## Parteien
Folgende sechs Parteien traten zur Wahl an:
| Partei | Partei                                                | Ausrichtung           |
| ------ | ----------------------------------------------------- | --------------------- |
|        | Åländisches Zentrum Åländsk Center (C)                | sozialliberal         |
|        | Liberale auf Åland Liberalerna på Åland (LIB)         | liberal               |
|        | Freisinnige Zusammenarbeit Frisinnad Samverkan (FS)   | liberal, konservativ  |
|        | Ålands Sozialdemokraten Ålands Socialdemokrater (SOC) | sozialdemokratisch    |
|        | Ungebundene Sammlung Obunden Samling (ObS)            | konservativ, souverän |
|        | Grüne auf Åland Gröna på Åland (Gröna)                | grün                  |

## Wahlergebnis
| Partei                                  | Partei                          | Stimmen | Stimmen | Stimmen | Sitze  | Sitze |
| Partei                                  | Partei                          | Anzahl  | %       | +/−     | Anzahl | +/−   |
| --------------------------------------- | ------------------------------- | ------- | ------- | ------- | ------ | ----- |
|                                         | Åländisches Zentrum (C)         | 3.242   | 30,2    | +1,5    | 10     | +1    |
|                                         | Liberale auf Åland (LIB)        | 2.462   | 22,9    | −0,8    | 7      | −1    |
|                                         | Freisinnige Zusammenarbeit (FS) | 2.130   | 19,8    | +2,5    | 6      | +1    |
|                                         | Ålands Sozialdemokraten (SOC)   | 1.574   | 14,5    | +0,5    | 4      | ±0    |
|                                         | Ungebundene Sammlung (ObS)      | 1.047   | 9,7     | +2,7    | 3      | +1    |
|                                         | Grüne auf Åland (Gröna)         | 306     | 2,8     | −3,9    | 0      | −2    |
|                                         | Gesamt                          |         | 100,0   |         | 30     |       |
| Quelle: Parties and Elections in Europe |                                 |         |         |         |        |       |